# Stuhl (Einheit)
Stuhl war ein Volumenmaß in den Hallenser Salinen für die Sole. Abgeleitet ist der Begriff von der Anzahl der Solebrunnen, die als Stuhl bezeichnet wurden. 
Gerechnet wurde je nach Brunnen: 
- Deutscher Brunnen = 32 Stühlen 
  - 1 Stuhl = 4 Quart oder Kupe = 48 Pfannen = 1920 Eimer
  - 1 Quart = 12 Pfannen = 60 Zober = 480 Eimer = 5760 Kannen
- Hackeborn-Brunnen = 2 Stühle
  - 1 Stuhl = 16 Nösel = 120 Pfannen
  - 26 Ort = 6 Pfannen plus 2 Ort = 1 Nösel = 24 Zober
- Gut(h)jahrs-Brunnen = 12 Stühle 
  - 1 Pfanne = 4 Ort
  - 1 Stuhl = 7 Quart
  - 1 Quart = 12 Pfannen
- Meteritz-Brunnen = 4 Stühle  
  - 1 Stuhl = 20 Quart
  - 1 Quart = 2 Nösel = 10 Zober = 19 Pfannen